# موسيقى دولة الإمارات العربية المتحدة

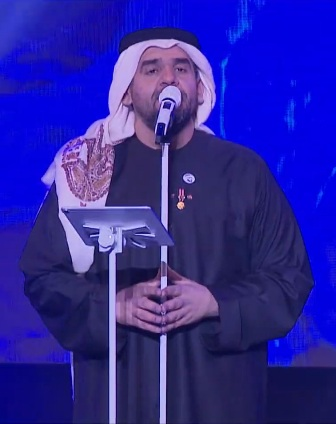
حسين الجسمي في حفلة ليالي القصيم، بريدة - 15 يناير 2020

تنبع موسيقى دولة الإمارات العربية المتحدة من تقاليد الموسيقى الشرقية في شبه الجزيرة العربية. كما تشتهر أيضًا أغاني الرقص المميزة لصيادي المنطقة. ليوا (أو leiwah / leywah) هو نوع من الموسيقى والرقص يُمارس بشكل رئيسي في المجتمعات التي تحتوي على أحفاد شعوب البانتو من منطقة البحيرات الكبرى الأفريقية، وتبقى الإيقاعات الأفريقية العربية الهجينة مثل الشعبي الإماراتي والبنداري هي السائدة. معيارًا في كل من الموسيقى التقليدية والشعبية في هذا البلد العالمي تاريخيًا.
ومن أبرز الفنانين في الدولة محمد المهيري (المعروف باسم ميحد حمد )، وأحلام علي الشامسي، وحسين الجسمي. كما كُلف الملحن الإماراتي الأمريكي محمد فيروز بالعرض الأول لسمفونيته الخامسة في مهرجان أبوظبي عام 2020. وكُلف الملحن الإماراتي إيهاب درويش من قبل نافورة النخلة (دبي، الإمارات العربية المتحدة) - أكبر نافورة في العالم حسب موسوعة غينيس للأرقام القياسية- بتأليف مقطوعة موسيقية رسمية "Aim For The Sky" كعلامة تجارية صوتية وموسيقاها المميزة في عام 2020. تشيد هذا المقطوعة الموسيقية بثقافة دولة الإمارات العربية المتحدة فضلاً عن التقاطها لعالمية دبي وتُقدم بانتظام في نافورة النخلة في ذا بوينت، دبي، اعتبارًا من 1 ديسمبر 2020.
وكلف مهرجان أبوظبي [الإنجليزية] الملحن الإماراتي إيهاب درويش في عام 2021، بالتعاون مع الملحن الحائز على جائزة إيمي جون ديبني والملحن الحائز على جائزة الأوسكار ديفيد شاير ، للاحتفال بالافتتاح التاريخي لبيت العائلة الإبراهيمية في أبوظبي. تجمع "سيمفونية الثلاثة" بين كبار الملحنين والموسيقيين والفرق الصوتية العالمية من خلفيات مسيحية ويهودية ومسلمة. السلام والمحبة والتسامح يحتفل بالوحدة والسلام. حصل العرض الأول في 30 ديسمبر 2022 وهو متاح عبر الإنترنت على موقع يوتيوب.
أصبح إيهاب درويش أول إماراتي يُدعى ليكون عضوًا مصوتًا في أكاديمية جرامي للتسجيلات في يونيو 2022. درويش هو من بين 2000 عضو جديد مصوت طُلب للإنضمام إلى المجتمع الرائد في العالم لمحترفي الموسيقى، والذي تتمثل مهمته في "الاعتراف بالتميز في فنون وعلوم التسجيل، وتعزيز رفاهية المجتمع الموسيقي، والتأكد من أن الموسيقى تظل جزءًا لا يمحى من ثقافتنا".

## الموسيقى الأصلية في دولة الإمارات العربية المتحدة
تضم دولة الإمارات العربية المتحدة مشهداً موسيقياً حيوياً يتألف في معظمه من المغتربين. يتركز غالبية الفنانين المحليين في دبي، ويعزفون موسيقى الروك والميتال. يعزف بعض الموسيقيين أيضًا أنماطًا بديلة من الموسيقى مثل سكا، والبانك، والموسيقى المنزلية والتجريبية.
- ياسين السلمان، المعروف باسمه الفني نارسي، ولد في دبي عام 1982.
- المغني الكندي كارل وولف عاش في دبي بين سن الثالثة والسابعة عشرة، وعاد منذ ذلك الحين ليقدم عروضه في الإمارات العربية المتحدة.[6]
- وسام خضر، المعروف باسم مقدم البرامج السوري/اللبناني إسلام جواد، يعيش في الإمارات العربية المتحدة منذ عام 2011. في عام 2017 ظهر على خشبة المسرح مع غوريلاز، بعد أن عمل سابقًا مع قائد الفرقة ديمون ألبارن في فيلم الجيد، والسيء والملكة.
- فرقة فلامنكوز المستقلة عاش أعضائها لبعض الوقت في دولة الإمارات العربية المتحدة، وينسب مؤسسها كمال رسول الفضل إلى دبي باعتبارها الحاضنة المحورية والإلهام وراء الألبوم الثالث لعام 2016 صاحب الجلالة.[7]
- ومن بين أشهر الفرق الإماراتية على المستوى الدولي فرقة الميتال نرفسيل.[8] تشمل أعمالها الأخرى موسيقى الهارد روك والميتال تنطلق من الإمارات العربية المتحدة للقيام بجولة دولية مع أنوريزم، إي.واي. إي[9]
- بوينت أوف فيو وجاي واد،[10] الذي أطلق حملة لجمع التبرعات لتمويل جلسات في لوس أنجلوس للألبوم الثالث Transitions.[11]

كشفت سلسلة متاجر التجزئة الموسيقية الوحيدة في الإمارات العربية المتحدة، فيرجن ميغا ستورز، في عام 2012 عن مخطط لأفضل الأعمال المحلية مبيعًا لمجلة الترفيه تايم آوت دبي. واستنادًا إلى إجمالي المبيعات لجميع الإصدارات المجمعة، تصدر كارل وولف القائمة اسميًا، بينما ذهب المركزان الثاني والثالث إلى رباعي موسيقى السول بوب عبري ومجموعة الروك جوليانا داون - وهما من أوائل الأعمال المحلية التي حققت شهرة واسعة النطاق في الإمارات.
تكرر في عام 2015 هذا المفهوم في صحيفة ذا ناشيونال، التي جمعت قائمة بأكثر 20 إصدارًا محليًا مبيعًا لفيرجن خلال السنوات الخمس الماضية، بالإضافة إلى تقسيم المخطط حسب النوع. مع إعفاء وولف هذه المرة، تصدر القائمة ألبوم جوليانا داون Empires لعام 2011 (تم إصدار ألبومين لعبري في وقت سابق في عامي 2008 و2009)، تلاهما ظهور ثنائي البوب المنزلي سيكاسوانز لأول مرة "هذه الكلمات" والعمل الحضري للنيجيري المولد آش هامان. -لاول مرة بعنوان الذات.
بعد مرور عام، حَدثت صحيفة ذا ناشيونال الرسم البياني بحثًا في الإصدارات الأكثر مبيعًا خلال الـ 12 شهرًا الأخيرة تحديدًا، وكشف عن أن العمل المعدني Svengali هو الأكثر مبيعًا مع ظهورط ثيوري أوف مايند" لأول مرة.
في عام 2012، أطلقت فرقة بوينت أوف فيو الخماسية لموسيقى الروك ألبومها الأول Revolutionize the Revolutionary بحفل موسيقي جنبًا إلى جنب مع رون بومبلفوت ذال، الذي كان حينها عضوًا في غنز آن روزز، والذي ظهر على خشبة المسرح وهو يؤدي أغاني كلا الفرقتين. انضم ذال لاحقًا إلى الفرقة في جولة في الهند وظهر على خشبة المسرح في أبو ظبي مرتديًا قميص "بوف". تفرع المغني الرئيسي لـفرقة بوينت أوف فيو نيخيل أوزغاري لاحقًا إلى بوليوود، مسجلاً أغنية روك كموسيقى لفيلم ارادا.
أصدر المغني الرئيسي حمدان العبري، بعد تفكك عبري، أغنية بعنوان EP قبل الانضمام إلى فرقة الفانك روك بول فنك زو في عام 2012، إلى جانب عازف الجيتار أسعد اللقيس. ثم شكل لاحقًا فرقة الغلاف الشهيرة عبري & فنك راديوس جنبًا إلى جنب مع موسيقيي الجاز روني وإيلي عفيف، والتي أصدرت أول موسيقى أصلية لها في عام 2017، حيث ظهرت لأول مرة أغنية سني داز ،  وكان العمل الإماراتي الوحيد الذي دُعي لأداء الموسيقى البديلة في مهرجان الوصلة. ذهب لاكيس لقيادة بول فنك زو منفردًا. في عام 2017، كشفت العبري أيضًا عن موسيقى جديدة كعضو في الثلاثي عبري و الدريم فليت، بالتعاون جنبًا إلى جنب مع المنتجين ميجادون بيتامكاس وأدريانو كي في ألبوم وي فلاي. كان الأخير قد أنتج في وقت سابق مجموعة من الأغاني الشعبية في أمريكا الجنوبية وقام برعاية قرص ريمكس مصاحب يضم مساهمات من منتجين عالميين، و أُصدر في عام 2012 باسم أي لاس.
بعد فترة من التوقف، أصدرت جوليانا داون، ضياء حسن، أغنية منفردة لأول مرة "ما هو الحب؟" في عام 2015. وبدأ مؤلف الأغاني وعازف لوحة المفاتيح الرئيسي السابق لجوليانا داون صالح حامد في إصدار الموسيقى تحت اسم المسرح "دوزنز" بما في ذلك الألبوم "بعد العاصفة/مطاردة الملهمة" (الذي كان يحمل في الأصل عنوان "الألبوم") في عام 2021 . بعد انقسام سكاسوانز، أصدرت كلاريتا دي كوايروز في نفس العام ألبومها الأول سبيك. دليت. ربيت.
تأسس الثنائي هولافونيك في عام 2013، و حظي باهتمام دولي في الصحافة، حيث سجل الأغنية المنفردة الرابعة "دانجروس" مع غناء ضيف من نجم تلفزيون الواقع البريطاني فينس كيد.
تمتعت مغنية البوب المراهقة إستر إيدن بشهرة محلية كبيرة بعد أن اختارتها النجمة البريطانية جيسي جيه لتكون ضيفة على خشبة المسرح في مهرجان ريد فيست DXB ‏ لعام 2014. وقعت إيدن لاحقًا عقدًا لصالح مجموعة يونيفرسال الموسيقية وأدت كفنانة منفردة في نفس المهرجان بعد عام. وعاد ثلاثي الهيب هوب ذا راسبي في عام 2015 بأغنية منفردة لاقت استحسانًا ديث تو كيت هير. أصدرت بيهولد ذا لوكس ألبومها الثاني "نيشنز" رقميًا خلال صيف عام 2020.

## موسيقى الجاز والموسيقى المرتجلة في دولة الإمارات العربية المتحدة
تعد دولة الإمارات العربية المتحدة أيضًا موطنًا لمجموعة صغيرة ولكنها منتجة من موسيقيي الجاز. ومن بين أشهر هؤلاء عازف البيانو اللبناني طارق يماني (الذي عُرض ألبومه الثالث بينينسولار لأول مرة في مهرجان أبو ظبي 2017) ومواطنيه عازف الدرامز روني عفيف وشقيقه إيلي عفيف.
أصدر عازف العود وعازف الجيتار الأردني كمال مسلم ثمانية ألبومات حتى الآن، تدمج موسيقى الجاز والتأثيرات العربية، وتُصنف باستمرار من الأعمال الأكثر مبيعًا في الإمارات العربية المتحدة. قام مسلم بأداء عروضه مع موسيقيين عالميين بارزين بما في ذلك ستينج، بوبي ماكفيرين، يو يو ما، جورج بنسون وستانلي جوردان وسجل ألبومًا كاملاً مع بيلي كوبهام ضمن مشروعه إيسمنيا. في ألبوم "لولو" لعام 2009 (تحيًة للتراث الإماراتي) تعاون مع المجموعة الشعبية الإماراتية صقور المقابيل، وكذلك مع حمدان العبري ورشا رزق.

## البومات
أُصدرت عدد من الألبومات المجمعة بشكل مستقل، والتي تسلط الضوء على أنواع مختلفة من الموسيقى في دولة الإمارات العربية المتحدة:
- الإسعاف المجلد. 1 (2006)، المجلد. 2 (2007) والمجلد. 3 (2009)[33] - موسيقى البانك والموسيقى البديلة.
- صالة الصحراء المجلد. 1 (2005)، المجلد. 2 (2007)، المجلد. 3 (2009) والمجلد. 4 (2011) - موسيقى محيطة وهادئة.
- معانا المجلد. 1 (2015) والمجلد. 2 (2016)[34] - موسيقى الرقص والإلكترونيكا.
- المعادن اللجوء المجلد. 1 (2010) والمجلد. 2 (2011)[35] - هارد روك وهيفي ميتال.
- United Assault (2015)[36] - موسيقى البانك المتشددين والمعادن المتطرفة.